# Boothroyd Indian Reserve 13
Boothroyd Indian Reserve 13 är ett reservat i Kanada.   Det ligger i provinsen British Columbia, i den södra delen av landet, 3 400 km väster om huvudstaden Ottawa.
I omgivningarna runt Boothroyd Indian Reserve 13 växer i huvudsak barrskog. Trakten runt Boothroyd Indian Reserve 13 är nära nog obefolkad, med mindre än två invånare per kvadratkilometer.